# پالاتوو (استان بلگورود)
پالاتوو (انگلیسی: Palatovo, Belgorod Oblast) یک شهرک در بخش کراسنوگفاردیسکی استان بلگورود کشور روسیه است.